# (473619) 2015 XO279
(473619) 2015 XO279 es un asteroide que forma parte de los asteroides troyanos de Júpiter, descubierto el 13 de agosto de 2013 por el equipo del Spacewatch desde el Observatorio Nacional de Kitt Peak, Arizona, Estados Unidos.

## Designación y nombre
Designado provisionalmente como 2015 XO27.

## Características orbitales
2015 XO279 está situado a una distancia media del Sol de 5,210 ua, pudiendo alejarse hasta 5,487 ua y acercarse hasta 4,934 ua. Su excentricidad es 0,053 y la inclinación orbital 4,816 grados. Emplea 4344 días en completar una órbita alrededor del Sol.

## Características físicas
La magnitud absoluta de 2015 XO279 es 14,5.